# Dario Marianelli
Dario Marianelli (ur. 21 czerwca 1963 w Pizie) – włoski kompozytor muzyki filmowej oraz klasycznej, pianista.

## Życiorys
Dario Marianelli urodził się 21 czerwca 1963 w Pizie we Włoszech. W wieku sześciu lat rozpoczął naukę gry na fortepianie, przez osiem lat śpiewał także w chórze chłopięcym. W późniejszych latach pobierał nauki fortepianu w konserwatoriach we Florencji, Lucci i Livorno. Przez siedem lat studiował także prywatnie kompozycję.
W późniejszych latach przeniósł się na studia do Londynu, gdzie mieszka i tworzy do dzisiaj. Po roku podyplomowych studiów kompozytorskich w londyńskiej Guildhall School of Music and Drama, w której był przewodniczącym Stowarzyszenia Muzyki Współczesnej, otrzymał stypendium Fundacji Gulbenkiana na kurs kompozycji i choreografii prowadzony przez Judith Weir i Lloyda Newsona w Bretton University College. Dzięki kolejnym stypendiom udał się do Berlina, gdzie brał udział w serii warsztatów European Film Music. Później uczęszczał przez trzy lata do National Film and Television School w Beaconsfield, którą ukończył w 1997 r.
Karierę muzyczną Marianelli rozpoczął na początku lat 90. Początkowo tworzył oprawy muzyczne do różnego rodzaju przedstawień teatralnych i scenicznych (tańca współczesnego). Komponował także dzieła klasyczne (muzykę koncertową), w późniejszych latach tworząc dla BBC Symphony Orchestra oraz BBC Singers (muzyka wokalna). W świecie filmu zadebiutował w 1994 roku komponując do filmu Paddy’ego Breathnacha Ailsa. Do końca lat 90. napisał poza tym muzykę do tylko dwóch filmów kinowych: The Long Way Home i I Went Down tego samego reżysera. Tworzył natomiast przede wszystkim do filmów dokumentalnych, telewizyjnych i krótkometrażowych (głównie produkcji BBC i Channel 4) i komponował dzieła klasyczne (w tym swoją pierwszą symfonię).
Po roku 2000 kariera Marianellego w brytyjskim przemyśle filmowym zaczęła się rozwijać. Nawiązał on współpracę z reżyserem Julien Temple przy filmie Królestwo demonów (Pandaemonium) (pierwszy film do którego skomponował większą ilość muzyki). W 2001 r. stworzył oprawę muzyczną do filmu Wojownik Asifa Kapadii, z którym współpracował później także przy filmie Powracający koszmar w roku 2006 i Far North (2007). Przełom w jego karierze i rozgłos w Hollywood w 2005 r. przyniosły mu prace do filmów Nieustraszeni bracia Grimm, V jak vendetta, oraz Duma i uprzedzenie, za którą został nominowany do Oscara oraz do innych nagród branżowych. Ostatnim z tych filmów rozpoczął swoją współpracę z reżyserem Joe Wrightem. Owocem tej współpracy była muzyka do filmu Pokuta z 2007 r. za którą Marianelli otrzymał Oscara i Złotego Globa. Późniejsze filmy Wrighta do których komponował Marianelli to Solista (2009), Anna Karenina (2012) (kolejne nominacje do Oscara, Złotego Globu i nagrody BAFTA) i Czas mroku (2017). Inne filmy przy których pracował Marianelli to Wszyscy mają się dobrze (2009), Agora (2009), Jedz, módl się, kochaj (2010), Jane Eyre (2011) oraz dwie animacje studia Laika: Pudłaki oraz Kubo i dwie struny.

## Filmografia

### Filmy kinowe
| Rok  | Tytuł                                                   | Reżyser                        | Wydanie płytowe                                 |
| ---- | ------------------------------------------------------- | ------------------------------ | ----------------------------------------------- |
| 1994 | Ailsa                                                   | Paddy Breathnach               |                                                 |
| 1995 | The Long Way Home                                       | Paddy Breathnach               |                                                 |
| 1997 | I Went Down                                             | Paddy Breathnach               | Prophecy Records (1998)                         |
| 2000 | Being considered                                        | Jonathan Newman                |                                                 |
| 2000 | Królestwo demonów (Pandaemonium)                        | Julien Temple                  |                                                 |
| 2001 | Odzyskać spokój (Happy Now)                             | Philippa Cousins               | Movie Score Media (2010)                        |
| 2001 | Wojownik (The Warrior)                                  | Asif Kapadia                   | Cube Soundtracks (2002)                         |
| 2002 | Na tym świecie (In this World)                          | Michael Winterbottom           |                                                 |
| 2003 | Nie oddam zamku (I Capture the Castle)                  | Tim Fywell                     | Movie Score Media (2007)                        |
| 2003 | Wrzesień (September)                                    | Max Färberböck                 |                                                 |
| 2003 | Cheeky                                                  | David Thewlis                  |                                                 |
| 2005 | Sauf le respect que je vous dois                        | Fabienne Godet                 |                                                 |
| 2005 | Strzelając do psów (Shooting Dogs)                      | Michael Caton-Jones            | Movie Score Media (2007)                        |
| 2005 | Nieustraszeni bracia Grimm (The Brothers Grimm)         | Terry Gilliam                  | Milan Records (2005)                            |
| 2005 | Duma i uprzedzenie (Pride & Prejudice)                  | Joe Wright                     | Decca Records (2005)                            |
| 2005 | V jak vendetta (V for Vendetta)                         | James McTeigue                 | Astralwerks Records (2006)                      |
| 2006 | Powracający koszmar (The Return)                        | Asif Kapadia                   | Lakeshore Records (2006)                        |
| 2006 | Opalowe marzenie (Opal Dream)                           | Peter Cattaneo                 |                                                 |
| 2007 | Lęk (Shrooms)                                           | Paddy Breathnach               |                                                 |
| 2007 | Goodbye Bafana                                          | Bille August                   | Varèse Sarabande (2007)                         |
| 2007 | Pokuta (Atonement)                                      | Joe Wright                     | Decca Records (2007)                            |
| 2007 | Odważna (The Brave One)                                 | Neil Jordan                    | Varèse Sarabande (2007)                         |
| 2007 | Far North                                               | Asif Kapadia                   |                                                 |
| 2009 | Solista (The Soloist)                                   | Joe Wright                     | Decca Records (2009)                            |
| 2009 | Agora (Ágora)                                           | Alejandro Amenábar             | Warner Music Spain (2009)                       |
| 2009 | Wszyscy mają się dobrze (Everybody’s Fine)              | Kirk Jones                     | Varèse Sarabande (2009)                         |
| 2010 | Jedz, módl się, kochaj (Eat Pray Love)                  | Ryan Murphy                    | Monkeywrench Records (2011)                     |
| 2011 | Jane Eyre                                               | Cary Fukunaga                  | Sony Classical (2011)                           |
| 2011 | Połów szczęścia w Jemenie (Salmon Fishing in the Yemen) | Lasse Hallström                | Lakeshore Records (2012)                        |
| 2012 | Anna Karenina                                           | Joe Wright                     | Decca Records (2012)                            |
| 2012 | Kwartet                                                 | Dustin Hoffman                 | Decca Records (2013) (4 utwory D. Marianellego) |
| 2013 | Koliber (Hummingbird)                                   | Steven Knight                  | Fontana International / Universal (2013)        |
| 2013 | Miasta miłości (Third Person)                           | Paul Haggis                    | Varèse Sarabande (2015)                         |
| 2014 | Nauka spadania (A Long Way Down)                        | Pascal Chaumeil                | Decca Records (2014)                            |
| 2014 | Pudłaki (The Boxtrolls)                                 | Graham Annable Anthony Stacchi | Back Lot Music (2014)                           |
| 2015 | Joker (Wild Card)                                       | Simon West                     |                                                 |
| 2015 | Everest                                                 | Baltasar Kormákur              | Varèse Sarabande (2015)                         |
| 2016 | Ali and Nino                                            | Asif Kapadia                   |                                                 |
| 2016 | Kubo i dwie struny (Kubo and the Two Strings)           | Travis Knight                  | Warner Bros (2016)                              |
| 2017 | Czas mroku (Darkest Hour)                               | Joe Wright                     |                                                 |

### Filmy dokumentalne
1995
- Taking Liberties: The Cancer War (reż. John Farren)
- Demolition Men (reż. Lucy Willis)
- Bookmark: Kosinski (reż. Agnieszka Piotrowska)

1996
- A Stone on My Heart (reż. Preeja Lal)

1997
- The Wold (reż. Juliet Jordan)
- Timewath: The Gentlemen Spies (reż. Catrine Clay)

1998
- Southpaw: The Francis Barrett Story (reż. Liam McGrath)
- Planet Ustinov (4 części) (reż. Michael Waldman)

1999
- Lost Worlds: Into the Heart of Darkness (reż. Stephen White)

2000
- The Man Who Owned Mustique (reż. Jo Bullman)
- Sex, Lies and Cyberspace (reż. Henry Singer)
- Great Excavations (6 części) (reż. Sonali Fernando)
- Secrets of the Dead: The Secret Life of the Pharoes (3 części) (reż. Richard Reisz)

2001
- D-Day: The Untold Story (reż. Bucy McDonald)
- Planet Twelve (reż. Henry Singer)
- Victorians Uncovered: United (reż. Sonali Fernando)

2002
- Pyramids Live: Secret Chambers Uncovered (reż. Richard Reisz)
- The Coldest March (reż. Henry Singer)
- The Laboratory Rat: A Natural History (reż. Manuel Berdoy)

2003
- Families (reż. Annalisa D’innella)
- Front Line (12 części) (reż. Brian Byrne)

2004
- Waiting for Brian (reż. Henry Singer)

2005
- The Confession (reż. Henry Singer)
- Compulsion (reż. Henry Singer)

2006
- 9/11: The Falling Man (reż. Henry Singer)
- We are Together (Thina Simunye) (reż. Paul Taylor)

2008
- Uneternal City (segment) (reż. Asif Kapadia)

### Filmy telewizyjne
1994
- Citizen Locke (reż. Agnieszka Piotrowska)
- The Long Way Home (reż. Paddy Breathnach)

1995
- Meter Running (reż. David Moore)
- I Don’t (reż. Jane Rogoyska)
- The Stick (reż. Richard Gretrex)
- The Key (reż. Stephen Lowenstein)
- Streetwise (reż. Aileen Ritchie)
- Kiryaki (reż. Ekaterina Patroni)

1996
- The Star (reż. David Moore May)
- Doom and Gloom (reż. John McKay)

1997
- Favourite (reż. John McKay)
- Mangwana (reż. Manu Kurewa)
- The Man Who Held His Breath (reż. Stephen Lowenstein)

1999
- The Little People (reż. Peter Cohen)

2001
- Blood Strangers (reż. Jon Jones)

2003
- This Little Life (reż. Sarah Gavron)

2004
- Passer By (reż. David Morrissey)

### Filmy krótkometrażowe
1994
- The Painting (reż. Caroline Rowe)

1997
- One Eye (reż. Liana Dognini)
- The Sheep Theif (reż. Asif Kapadia)

1999
- Preserve (reż. Victoria Harwood)
- The Funeral of the Last Gypsy King (reż. Jane Rogoyska)

2002
- The Visitor (reż. Victoria Harwood)

2008
- My World (reż. Asif Kapadia)
- Trancity (reż. Asif Kapadia)

2010
- Tick Tock Tale (reż. Dean Wellins)

## Inne dzieła

### Muzyka koncertowa
- Canti di Uqbar na orkiestrę kameralną (1991)
- Kwintet na instrumenty dęte nr 1 (1992)
- Fantasia na obój i fortepian (1993)
- One movement for String Quartet (1993)
- 6 wariacji na temat Prokofiewa na zespół kameralny (1993)
- 4 pieśni na fortepian i tenor (1993)
- Pagine Di Sinfonie Perdute (1994)
- I Think I Do Remember Him na wiolonczelę solo (1994)
- Variations on nought na głos, orkiestrę i elektronikę (1994)
- Trzy madrygały (1994)
- Kwartet smyczkowy nr 1 (1995)
- Two Digressions na skrzypce i fortepian (1995)
- Seeing Things (słowa: Seamus Heaney) (1996)
- No Hot Ashes na skrzypce solo (1996)
- The Art of Road Crossing (1996)
- Sohini and Mahival (wspólnie z Balujim Shrivastavem) (1997)
- Small and Neglectable Discrepancies (1998)
- Kwintet na instrumenty dęte nr 2 (1998)
- Sea Stories (2010)
- Twentyone Years na kwintet dęty i orkiestrę kameralną (2012)
- Happy Forty na orkiestrę kameralną
- Koncert skrzypcowy Voyager (na potrzeby projektu Journey To The Cosmos) (2014)

### Kompozycje do przedstawień tanecznych
- Falling Facades (choreograf: Emma Diamond) (1994)
- Lock, Stock and Barrel (choreograf: Emma Diamond) (1995)
- Seeing Things (choreograf: Emma Diamond) (1996)
- Sketches to Portraits (choreograf: Henri Oguike) (1996)
- Amongst Shadows (choreograf: Henri Oguike) (1996)
- Shame (choreograf: Emma Diamond (1996)
- Spool of Threads (choreograf: Henri Oguike) (1997)
- The Brutality of Fact (choreograf: Henri Oguike) (1998)

### Kompozycje teatralne
- Molecatcher's Daughter (Production Village, Londyn) (1992)
- Romeo and Juliet (Pentameters Theatre, Londyn) (1993)
- Doña Rosita the Spinster (Pentameters Theatre, Londyn) (1993)
- Antonio’s Revenge (Chelsea Centre Theatre, Londyn) (1994)
- Dr. Faustus (Royal Shakespeare Company, Londyn) (1997)
- The Glass Menagerie (The Young Vic, Londyn) (2010 – 2011)
- Uncle Vanya (Chichester Festival) (2012)

## Nagrody i wyróżnienia
| Nagroda                                                             | Rok  | Kategoria            | Wyróżnienie za film: | Nominacja / Wygrana |
| ------------------------------------------------------------------- | ---- | -------------------- | -------------------- | ------------------- |
| Nagroda Akademii Filmowej (Oscary)                                  | 2006 | Najlepsza muzyka     | Duma i uprzedzenie   | Nominacja           |
| Nagroda Akademii Filmowej (Oscary)                                  | 2008 | Najlepsza muzyka     | Pokuta               | Wygrana             |
| Nagroda Akademii Filmowej (Oscary)                                  | 2013 | Najlepsza muzyka     | Anna Karenina        | Nominacja           |
| Złote Globy                                                         | 2008 | Najlepsza muzyka     | Pokuta               | Wygrana             |
| Złote Globy                                                         | 2013 | Najlepsza muzyka     | Anna Karenina        | Nominacja           |
| Nagroda Brytyjskiej Akademii Filmowej (BAFTA)                       | 2008 | Najlepsza muzyka     | Pokuta               | Nominacja           |
| Nagroda Brytyjskiej Akademii Filmowej (BAFTA)                       | 2013 | Najlepsza muzyka     | Anna Karenina        | Nominacja           |
| Nagroda Europejskiej Akademii Filmowej (Europejska Nagroda Filmowa) | 2006 | Najlepszy kompozytor | Duma i uprzedzenie   | Nominacja           |
| Nagroda Europejskiej Akademii Filmowej (Europejska Nagroda Filmowa) | 2008 | Najlepszy kompozytor | Pokuta               | Nominacja           |
| Nagroda Światowej Akademii Muzyki Filmowej (WSA)                    | 2006 | Muzyka filmowa roku  | Duma i uprzedzenie   | Nominacja           |
| Nagroda Światowej Akademii Muzyki Filmowej (WSA)                    | 2006 | Kompozytor roku      | Duma i uprzedzenie   | Nominacja           |
| Nagroda Światowej Akademii Muzyki Filmowej (WSA)                    | 2008 | Muzyka filmowa roku  | Pokuta               | Wygrana             |
| Nagroda Światowej Akademii Muzyki Filmowej (WSA)                    | 2008 | Kompozytor roku      | Pokuta               | Nominacja           |
| Nagroda Światowej Akademii Muzyki Filmowej (WSA)                    | 2013 | Muzyka filmowa roku  | Anna Karenina        | Nominacja           |
| Nagroda Hiszpańskiej Akademii Sztuki Filmowej (Goya)                | 2010 | Najlepsza muzyka     | Agora                | Nominacja           |
| Nagroda Satelita                                                    | 2007 | Najlepsza muzyka     | Pokuta               | Nominacja           |
| Nagroda Satelita                                                    | 2012 | Najlepsza muzyka     | Anna Karenina        | Nominacja           |
| Nagroda Brytyjskiego Filmu Niezależnego (BIFA)                      | 2001 | Najlepsza muzyka     | Wojownik             | Nominacja           |

### Pozostałe wyróżnienia
Nagroda Broadcast Film Critics Association (Critics’ Choice Awards)
- 2008 – Nominacja – Najlepszy kompozytor – za muzykę do filmu Pokuta

Nagroda Online Film Critics Society
- 2008 – Nominacja – Najlepsza muzyka – za muzykę do filmu Pokuta

Nagroda Chicago Film Critics Association
- 2008 – Nominacja – Najlepsza muzyka – za muzykę do filmu Pokuta

Nagroda Central Ohio Film Critics Association
- 2008 – Drugie miejsce – Najlepsza muzyka – za muzykę do filmu Pokuta

Nagroda Phoenix Film Critics Society
- 2008 – Wygrana – Najlepsza muzyka – za muzykę do filmu Pokuta

#### NagrodaIvor Novello
- 2006 – Nominacja – Najlepsza muzyka filmowa – za muzykę do filmu Duma i uprzedzenie
- 2008 – Wygrana – Najlepsza muzyka filmowa – za muzykę do filmu Pokuta
- 2013 – Wygrana – Najlepsza muzyka filmowa – za muzykę do filmu Anna Karenina
- 2015 – Nominacja – Najlepsza muzyka filmowa – za muzykę do filmu Pudłaki

Nagroda Transatlantyk Festival Golden Ark
- 2018 – Wygrana – The Best Music Of The Year